# 숭덕학교
숭덕학교는 충청북도 충주시 봉방동에 위치한 지체장애, 지적장애, 정서행동장애, 자폐성장애, 발달지체 학생들을 위한 사립 특수학교이다.

## 연혁
- 1982년 11월 1일 : 개교